# Animoso (1914)
«Анімозо» (італ. Animoso) — ескадрений міноносець ВМС Італії типу «Аудаче».

## Історія створення
Ескадрений міноносець «Анімозо» був закладений у травні 1912 року на верфі «Orlando» у Ліворно. Спущений на воду 13 липня 1913 року, вступив у стрій у травні 1914 року.

## Історія служби

### Перша світова війна
Після вступу Італії у Першу світову війну есмінець «Анімозо» разом з «Аудаче», «Арденте», «Ардіто» та «Франческо Нулло» був включений до складу I ескадри есмінців, яка базувалась у Бріндізі. 
У день вступу Італії у війну «Аудаче», «Ардіто» та «Анімозо» брали участь у протичовновій операції біля албанського узбережжя і біля Котора.
9 червня 1915 року есмінці «Аудаче»,  «Інтрепідо», «Імпетуозо», «Іррек'єто», «Інсідіозо», «Ардіто», «Анімозо», і крейсер-скаут «Куарто» супроводжували крейсери «Джузеппе Гарібальді» і «Веттор Пізані», здійснюючи обстріли албанського узбережжя.
11 липня есмінці «Анімозо», «Аудаче», «Арденте»,  «Страле», крейсери «Куарто», «Марсала», допоміжний крейсер «Чітта ді Палермо» та міноносці «Кліо», «Кассіопея», «Калліопе», «Айроне», «Арпіа» провели десантну операцію на острові Пелагроса.
17 липня есмінці «Анімозо», «Інтрепідо» і «Іррек'єто», разом з крейсером «Куарто» обстріляли військові споруди на острові Шипан.
11 травня 1917 року ескадра у складі есмінців «Анімозо», «Аудаче», «Ардіто», «Арденте» та «Джузеппе Чезаре Абба» прибула до Венеції для протидії австро-угорським есмінцям та міноносцям.
В ночі з 13 на 14 серпня «Анімозо», «Арденте»,  «Ардіто», «Джузеппе Чезаре Абба», «Вінченцо Джованні Орсіні», «Джованні Ачербі», «Джузеппе Сірторі», «Франческо Стокко», «Карабіньєре» і «Понтьєре» вийшли з Венеції на перехоплення австро-угорської ескадри у складі есмінців «Штрайтер», «Река», «Велебіт», «Шарфшутце», «Дінара» та 6 міноносців. Але лише «Орсіні» мав нетривалий вогневий контакт із противником.
Під час одинадцятої битви під Ізонцо (18-24 серпня 1917 року) на «Анімозо» тримав флагманський прапор адмірал Казанова, який координував морські та сухопутні операції.
16 листопада 1917 року, після того, як броненосці «В'єн» та «Будапешт» обстріляли італійські берегові батареї, есмінці «Анімозо», «Орсіні», «Ачербі», «Стокко», «Арденте» та «Абба» здійснили обстріли ворожого узбережжя, щоб змусити австро-угорськя кораблі повернутись до своїх баз.
28 листопада есмінці «Анімозо», «Арденте», «Ардіто», «Абба», «Аудаче», «Орсіні», «Ачербі», «Сірторі», «Стокко», та скаути «Аквіла» та «Спарв'єро» вирушили на перехоплення австро-угорської ескалдри у складі есмінців «Штрайтер», «Гусар», «Дукла» та 4 міноносців, які здійснили обстріл залізниці поблизу гирла ріки Метауро, проте противник встиг повернутись до Поли.
9 січня 1918 року «Анімозо», «Абба» та «Аудаче» вийшли з Венеції, маючи на буксирі 3 моторні торпедні човни (пізніше ця операція отримала назву «Рейд на Буккарі»). Біля острова Сусак есмінці передали буксирувальні троси 3 міноносцям, щоб ті доставили торпедні човни ближче до цілі. За 50 миль від цілі торпедні човни вирушили своїм ходом. Атака загалом була невдалою через протиторпедні сітки. Торпедні човни змогли атакувати лише один пароплав, який був пошкоджений, проте залишився на плаву.

### Післявоєнна служба
Після закінчення Першої світової війни, у 1919 році озброєння «Анімозо» було модернізоване. Замість однієї 120-мм і чотирьох 76-мм гармат були встановлені п'ять 120-мм гармат «102/35 Mod. 1914», дві 40-мм гармати «Vickers QF 2 pounder Mark II» і два 6,5-мм кулемети Colt-Browning M1895.
27 липня 1921 року на «Анімозо», що перебував у Ла-Спеції, стався вибух котла, який пошкодив паливопровід, бак; в центральній частині кораблі виникла пробоїна. Пожежу вдалось загасити, але внаслідок вибуху загинуло 3 члени екіпажу.
Було вирішено не відновлювати корабель. 5 квітня 1923 року він був виключений зі складу флоту і зданий на злам.